# كوليكتور
الجامع the collector هو أحد شخصيات عالم مارفيل الشهيرة ويعتبر من الاشرار أيضا لتعاونه مع ثانوس الشخصية الشريرة الرئيسية في عالم مارفيل المعادية لجميع الكواكب في المجرة لحبه للسلطة وتدمير الكواكب التي لا تخضع لحكمه وسلطته، الجامع تتمحور قوته في كونه جامع اندر التكوينات الحية في الكون من كائنات حية ومكونات بيولوجية وغيرها، يعمل الجامع على مساعدة ثانوس في الحصول على الاحجار الستة التي تتمركز بداخلهم قوة كونية وطاقة هائلة والتي يمكنها تدمير أي كوكب في لمح البصر، خلقت هذه الاحجار قبل خلق الكون نفسه ويسعى ثانوس للحصول عليهم حتى يصبح له القدرة على التحكم في الكون، ويسعى الجامع لمساعدة ثانوس في الحصول على هذه الاحجار....